# Michael Craven
S. Michael Craven (ur. 11 lipca 1960 w Houston, Teksas) – amerykański apologeta chrześcijański i pisarz. Założyciel i prezes "Center for Christ & Culture" w Dallas, Texas.

## Publikacje
- Where the Battle Rages: The Sexualizing of America (2003)
- The Christian Mind: The Key to Cultural Relevance and Renewal (2008)
- Thinking Critically, Acting Compassionately: A Christian Perspective on Homosexuality (2004)
- Modern Sex Education: The Indoctrination of a Generation (2004)
- Pornography: The Deconstruction of Human Sexuality (2004)
- Why Marriage Matters: The Reasonable Defense of Marriage (2004)
- The Truth in Culture Weekly
- Uncompromised Faith: Overcoming Our Culturalized Christianity, Foreword by Josh McDowell - (Colorado Springs, CO: Navpress, 2009)